# Iacanga (ort)
Iacanga är en ort i Brasilien.   Den ligger i kommunen Iacanga och delstaten São Paulo, i den södra delen av landet, 700 km söder om huvudstaden Brasília. Iacanga ligger 437 meter över havet och antalet invånare är 10 010.
Terrängen runt Iacanga är platt. Iacanga är det största samhället i trakten.
Omgivningarna runt Iacanga är en mosaik av jordbruksmark och naturlig växtlighet. Runt Iacanga är det glesbefolkat, med 17 invånare per kvadratkilometer.